# Giro di Romagna 1959
Il Giro di Romagna 1959, trentacinquesima edizione della corsa, si svolse il 30 agosto 1959 su un percorso di 234 km. La vittoria fu appannaggio dell'italiano Silvano Ciampi, che completò il percorso in 6h30'00", precedendo i connazionali Alfredo Sabbadin e Arnaldo Pambianco.

## Ordine d'arrivo (Top 10)
| Pos. | Corridore           | Squadra       | Tempo    |
| ---- | ------------------- | ------------- | -------- |
| 1    | Silvano Ciampi      | Bianchi       | 6h30'00" |
| 2    | Alfredo Sabbadin    | Atala-Pirelli | s.t.     |
| 3    | Arnaldo Pambianco   | Legnano       | s.t.     |
| 4    | Vito Favero         | Atala-Pirelli | s.t.     |
| 5    | Angelo Conterno     | Carpano       | s.t.     |
| 6    | Walter Almaviva     | Bianchi       | s.t.     |
| 7    | Mamante Mora        | Ghigi         | s.t.     |
| 8    | Noè Conti           | Bianchi       | s.t.     |
| 9    | Giuliano Natucci    | Legnano       | s.t.     |
| 10   | Graziano Battistini | Legnano       | s.t.     |